# Alexander Carlton Hodson
Alexander Carlton Hodson (* 17. Juni 1906 in Reading, Massachusetts; † 13. März 1996 in Saint Paul, Ramsey County, Minnesota) war ein US-amerikanischer Entomologe und Professor an der Universität von Minnesota. Er war für seine Arbeiten über ökologische Ansätze in der angewandten Entomologie bekannt.

## Leben
Hodson war der Sohn von Alexander William Hodson und Della Converse. Seine Eltern führten ein Geschäft für Farben und Malerei, in das auch er einstieg. Er erwarb 1928 einen Bachelor-Abschluss an der University of Massachusetts und 1931 einen Master of Arts an der University of Minnesota, gefolgt von einer Promotion im Jahr 1935. Er arbeitete unter Victor E. Shelford an der Puget Sound Biological Station und wurde von der ökologischen Entomologie beeinflusst. Zusammen mit seinem Studenten Huai C. Chiang entwickelte er auch Labortechniken, wie die Aufzucht von Taufliegen (Drosophila sp.). Als Hobby führte Hodson außerdem über einen Zeitraum von 51 Jahren Aufzeichnungen über das Blatt- und das Blütenwachstum der Bäume auf dem Universitätsgelände durch.
Hodson wurde Professor an der University of Minnesota, wo er bis zu seiner Pensionierung im Jahr 1974 tätig war. Sein Arbeitsgebiet war die wirtschaftliche Entomologie. Eine nach ihm benannte Vorlesungsreihe wurde 1975 ins Leben gerufen, ebenso eine Hodson Hall an der Universität.